# Gyllekulla göl
Gyllekulla göl är en sjö i Hultsfreds kommun i Småland och ingår i Viråns huvudavrinningsområde.